# Daniel Garcia Lara
Daniel Garcia Lara   (Cerdanyola del Vallès, 22 de desembre de 1974), conegut com a Dani, és un exfutbolista català dels anys 1990 i 2000. Va ser internacional amb la selecció espanyola.

## Trajectòria
Va néixer el 22 de desembre de 1974 a Cerdanyola del Vallès, Vallès Occidental. Jugava de davanter. Es formà al CF Damm, d'on fou fitxat per Reial Madrid per al seu filial, guanyant una Copa Iberoamericana. Va viure els seus millors anys futbolístics a la segona meitat de la dècada dels noranta als clubs Reial Saragossa i RCD Mallorca. Fitxà pel FC Barcelona, que pagà al Mallorca 15 milions d'euros, i romangué al club durant quatre temporades però sense disposar de massa minuts. També jugà a l'Espanyol la temporada 2004-05 abans de provar sort al futbol grec i turc. Fou internacional amb la selecció catalana de futbol i amb l'espanyola, amb la qual jugà 5 partits. Participà en els Jocs Olímpics de 1996.

## Clubs
- CF Damm (categories inferiors)
- Reial Madrid B: 1992-1995
- Reial Saragossa: 1995-1997 (cedit)
- Reial Madrid: 1997-1998
- RCD Mallorca: 1998-1999
- FC Barcelona: 1999-2003
- Reial Saragossa: 2004
- RCD Espanyol: 2004-2005
- Olympiacos: 2005-2006
- Denizlispor: 2006
- CF Rayo Majadahonda: 2007